# أندرو جاي بورتر
أندرو جاي بورتر (بالإنجليزية: Andrew J. Porter) هو كاتب أمريكي، ولد في 1972 في لانكستر في الولايات المتحدة.

## وصلات خارجية
- أندرو جاي بورتر على موقع ميوزك برينز (الإنجليزية)